# Pauesia confusa
Pauesia confusa är en stekelart som beskrevs av Samanta och Dinendra Raychaudhuri 1984. Pauesia confusa ingår i släktet Pauesia och familjen bracksteklar. Inga underarter finns listade i Catalogue of Life.